# Kronobageriet, Karlskrona

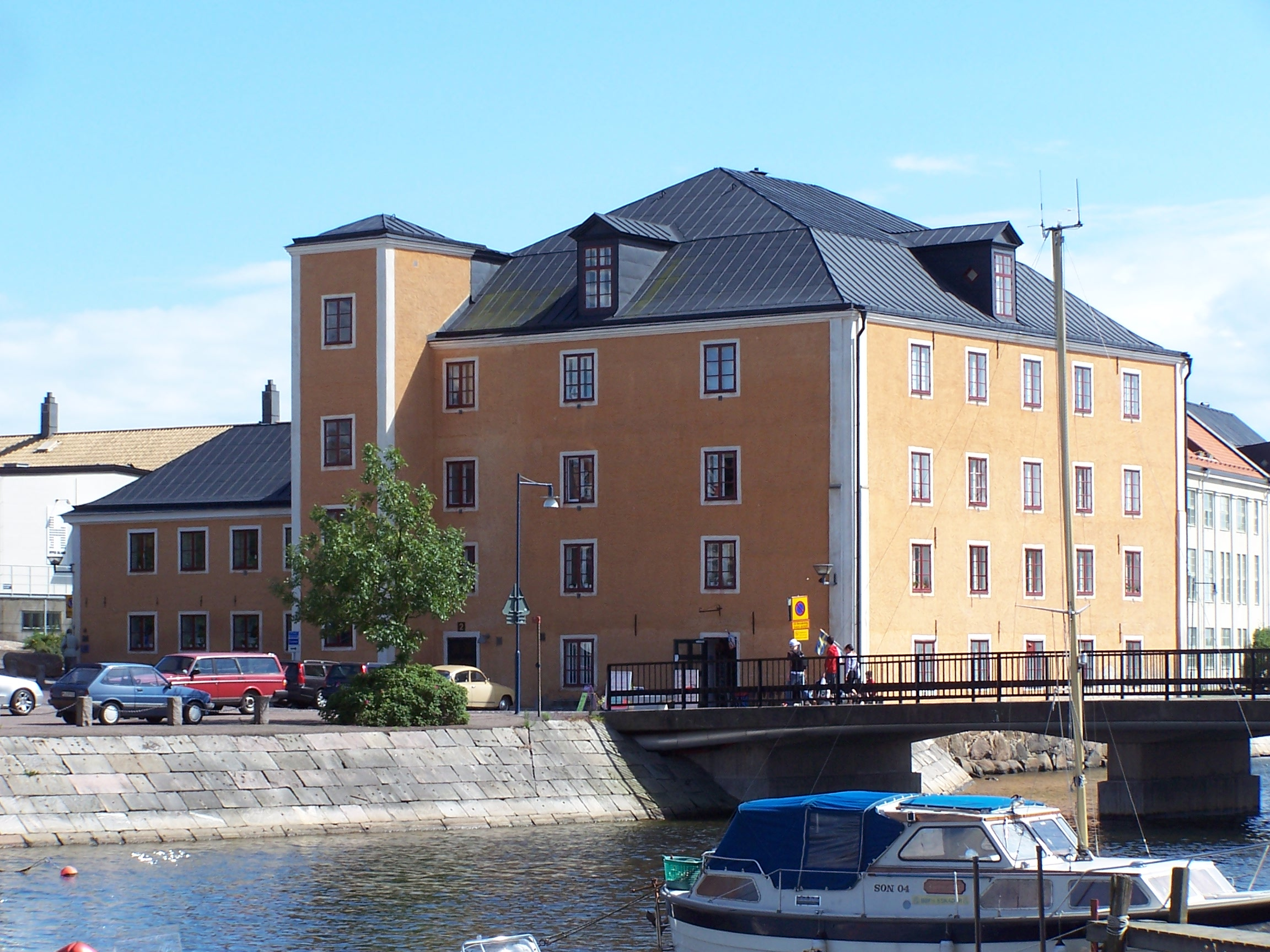
Kronobageriet

Kronobageriet ligger på det gamla militärområdet Stumholmen i Karlskrona. Det byggdes under 1730-talet i tre våningar. Ursprungligen fanns det ytterligare ett bageri placerat som pendang på den andra sidan av sundet, men denna byggnad skadades i stadsbranden 1790. Ett nytt kronobageri byggdes 1864 och det gamla blev spannmålsmagasin. Huset genomgick ombyggnader 1908 då det bland annat höjdes med en våning och kom istället att användas till klädförråd. Bageriet har en kubisk byggnadskropp med säteritak, vilket den hade redan innan ombyggnaden. Exteriört har byggnaden fått behålla sin sträva arkitektoniska utformning, medan huset interiört har inretts till flerbostadshus.
Kronobageriet är en del av Karlskrona världsarv som blev upptagen på Unescos världsarvslista 1998.